# Karlheinz Pflipsen
Karlheinz „Kalla“ Pflipsen (* 31. Oktober 1970 in Mönchengladbach) ist ein ehemaliger deutscher Fußballspieler.

## Verein
Pflipsen begann beim SC Rheindahlen, von wo er zur Jugend von Borussia Mönchengladbach wechselte. 1988 debütierte er für den Klub im DFB-Pokal, 1989 in der Fußball-Bundesliga. Bis zum Abstieg der Borussia 1999 absolvierte Pflipsen 197 Bundesligaspiele (37 Tore) für die Mönchengladbacher und stand 1995 in jener Elf, die im Berliner Olympiastadion mit einem 3:0 über den VfL Wolfsburg den DFB-Pokal 1995 gewann. 1992 stand Pflipsen bereits mit Borussia Mönchengladbach im Endspiel um den DFB-Pokal 1992, scheiterte jedoch mit seiner Mannschaft im Elfmeterschießen (3:4) am Zweitligisten Hannover 96.
Zur Saison 1999/2000 wechselte er zum griechischen Spitzenklub Panathinaikos Athen, mit denen er Vizemeister in Griechenland wurde. Außerdem wurde Pflipsen in seinem ersten Jahr zusammen mit Giovanni von Olympiakos Piräus zum besten Ausländer der Liga gewählt. Des Weiteren spielte er mehrmals mit Panathinaikos in der Champions League.
Im Oktober 2001 unterzeichnete Pflipsen einen Kontrakt beim Zweitligisten Alemannia Aachen, wo er bis zum Sommer 2004 verblieb. Mit der Alemannia verpasste Pflipsen zwar im Mai 2004 den Aufstieg in die Fußball-Bundesliga, erreichte unter Trainer Jörg Berger allerdings abermals das Endspiel um den DFB-Pokal (nachdem sich die Alemannia vor eigenem Publikum im Halbfinale in einem kampfbetonten Spiel gegen Borussia Mönchengladbach durchgesetzt hatte). Dort unterlag Aachen dann Werder Bremen.
Nach einer erfolgreichen Zeit und seiner dritten Pokalfinalteilnahme 2004 in Berlin wechselte er zum TSV 1860 München, der nach zehnjähriger Zugehörigkeit zur 1. Fußball-Bundesliga im Mai 2004 in die 2. Fußball-Bundesliga abgestiegen war. Dort verlor er in der Rückrunde seinen Stammplatz und beendete anschließend im Alter von 34 Jahren seine aktive Laufbahn als Profifußballer.
Im Frühjahr 2006 schloss er sich jedoch noch einmal für kurze Zeit dem österreichischen Fünftligisten Union Weißkirchen an. Von einem Sponsorenkonsortium finanziert, wurde Pflipsen jeden Donnerstag von Köln nach Oberösterreich eingeflogen. Am Samstag ging es dann wieder zurück in die deutsche Heimat. Insgesamt spielte er siebenmal für Weißkirchen und erzielte zwei Treffer.
Ab dem 14. Juli 2008 war er Cheftrainer der U-23 von Rot-Weiss Essen. Am 18. Februar 2009 wurde die Zusammenarbeit einvernehmlich mit sofortiger Wirkung beendet. Als Begründung wurden unterschiedliche Auffassungen zu inhaltlichen Konzeptionen angegeben.

## Nationalmannschaft
Im Rahmen des U.S. Cups, einem Vier-Nationen-Turnier in den Vereinigten Staaten, absolvierte Pflipsen am 13. Juni 1993 in Chicago gegen Gastgeber USA (4:3) unter Nationaltrainer Berti Vogts als Einwechselspieler sein einziges A-Länderspiel für die Bundesrepublik. Pflipsen durchlief sämtliche Stationen in den U-Mannschaften des DFB.

## Urlaubsgeldaffäre
Im Jahr 1997 kam es zu einer gerichtlichen Auseinandersetzung zwischen Pflipsen und Borussia Mönchengladbach. Das Gericht sprach Pflipsen die Zahlung eines Urlaubsentgeltes in Höhe von 85.000 DM zu, nachdem dieser zuvor gegen den Rat seines Managers Norbert Pflippen ein Vergleichsangebot des Vereins abgelehnt hatte. Borussias Manager Rolf Rüssmann, der Pflipsens Vertrag trotz einer ungewissen Zukunft nach seiner Knieverletzung noch bis 1998 verlängert hatte, äußerte er sei „menschlich enttäuscht“. Kritik wurde auch von Seiten des DFB und der Bundesliga geübt, während sich die Vereinigung der Vertragsfußballspieler positiv äußerte. Pflippsens Anwalt legte Wert auf die Feststellung, dass es sich um Urlaubsentgelt handelte, also um die Lohnfortzahlung, nicht um Urlaubsgeld, einen Bonus. Im Anschluss an das Verfahren äußerte Rüssmann, dass Pflipsen den Verein verlassen könne, wenn es ein Angebot gebe. Pflipsens Vertrag wurde nicht verlängert und er verließ den Verein nach Auslaufen seines Vertrages.